# José Ramón Arana
José Ruiz Borau conegut pel pseudònim José Ramon Arana Alcrudo (Garrapinillos, Saragossa- 1905- Saragossa, 1973) fou un escriptor espanyol considerat un dels millors narradors de l'exili en llengua espanyola. El seu fons personal es conserva a l'Arxiu Nacional de Catalunya. El fons aplega una petita part de la documentació aplegada i produïda per José Ramón Arana, en especial, relativa a la seva activitat literària. Inclou la seva documentació identificativa i certificats de naixement i matrimoni; diversos originals i còpies de l'obra poètica (com ara d'"Ancla" o "El romance del ciego Viroque"), narrativa ("Cara y cruz de Juan Beltrán", "Fantasmas", "Zurrón", "Torre de Años", "Cristobalón", "Anda que te anda" i altres) i de reflexió política. Així mateix, inclou còpia d'una carta del productor de 1948, així com de diversa correspondència rebuda per la seva vídua entre 1979 i 2003, principalment amb el cineasta José Luis Borau. Finalment, el fons aplega també alguns escrits biogràfics sobre José Ramón Arana, així com ressenyes i crítiques sobre l'obra literària de l'autor. En el seu conjunt, el fons documental facilita una aproximació a la personalitat i la producció literària de qui és considerat un dels autors més prestigiosos de l'exili espanyol.
Adoptà el sobrenom literari de José Ramon Arana Alcrudo a fi de poder travessar la frontera en el pas de l'exili. A la mort del seu pare, mestre rural, s'instal·là encara infant a Saragossa i alguns anys més tard provà fortuna a Barcelona. Treballà en impremtes, comerços i tallers. Arrelà professionalment a la foneria Can Girona, posteriorment MACOSA (Material y Construcciones S.A.), experiència que donà lloc a la novel·la, en part autobiogràfica, Can Girona. Por el desván de los recuerdos (1973). El 1926 casà amb Mercedes Gracia i poc abans de l'esclat de la Guerra Civil retornà a Saragossa, on ingressa al Banco Hispanoamericano.
Militant socialista i dirigent de la Federació de Banca de la Unió General de Treballadors fou membre destacat del Consejo Regional de Defensa de Aragón, creat el setembre de 1936. Exiliat el 1939 a França, fou internat al camp de concentració de Gurs. Aconseguí escapar i instal·lar-se a Mèxic, després de passar per Cuba, Martinica i la República Dominicana. Exercí com a llibreter ambulant i amb Manuel Andújar fundà la revista "Las Españas" (1946) i "Diálogo de las Españas" (1957), des de les quals defensà una visió plural de la tragèdia espanyola amb voluntat de conciliació, fet que li reportà l'oposició d'alguns sectors de l'exili.
Casà el 1956 amb la refugiada republicana Elvira Godàs i Vila. En l'àmbit literari conreà diversos gèneres: la poesia a Mar del norte, Mar negro (Barcelona, 1938); Ancla (Santo Domingo, 1941) i A tu sombra lejana (Mèxic, 1942); l'assaig a Antonio Machado y Pablo Casals (1957) i Esta hora de España (1962); el teatre a Venturián (1951); la novel·la a El cura de Almuniaced (1952), a més de l'esmentada Can Girona. El 1972 retornà de l'exili i s'instal·là a Barcelona, on publicà la seva novel·la pòstuma, testimoni privilegiat de la vida obrera a la Barcelona sota la Dictadura de Primo de Rivera.